# Physcia sinuosa
Physcia sinuosa är en lavart som beskrevs av Roland Moberg. Physcia sinuosa ingår i släktet Physcia och familjen Physciaceae.   Inga underarter finns listade i Catalogue of Life.